# Pelatea
Pelatea is een geslacht van vlinders van de familie bladrollers (Tortricidae), uit de onderfamilie Olethreutinae.

## Soorten
- P. assidua (Meyrick, 1914)
- P. klugiana (Freyer, 1836)